# Avrillé-les-Ponceaux
Avrillé-les-Ponceaux település Franciaországban, Indre-et-Loire megyében. Lakosainak száma 475 fő (2022. január 1.). Avrillé-les-Ponceaux Cléré-les-Pins, Continvoir, Hommes, Mazières-de-Touraine, Savigné-sur-Lathan és Langeais községekkel határos.

## Népesség
A település népességének változása:
| Lakosok száma | 512  | 372  | 366  | 446  | 473  | 488  | 481  | 468  | 469  | 475  |
|               | 1968 | 1982 | 1990 | 2006 | 2013 | 2015 | 2017 | 2019 | 2020 | 2022 |